# Falcão (chanteur)
Pour les articles homonymes, voir Falcao.
Falcão, de son vrai nom Marcondes Falcão Maia (né le 19 juin 1950 à Pereiro, Ceará), est un chanteur, acteur et humoriste brésilien. Il est connu pour son style irrévérencieux et comique. Il compte dix albums, qui comprennent des succès tels que I'm Not Dog No, Black People Car, Holiday Foi Muito et I Love You Tonight.

## Biographie

### Jeunesse
Falcão est né à Pereiro, dans l'État du Ceará, où il vit jusqu'à l'âge de 12 ans dans une simple maison sans électricité. Influencé par son père, pharmacien de la ville et « le seul de Pereiro à posséder une radiole, avec une grande collection de disques et des goûts très éclectiques », il écoute de la musique italienne et des chanteurs tels que Waldick Soriano, Núbia Lafayete, Nelson Gonçalves et Orlando Silva. Occasionnellement, il écoutait aussi les chansons des Beatles et de Jovem Guarda sur les stations de radio de Rio, telles que Rádio Globo, Rádio Nacional et Rádio Tupi. En 1970, il déménage à Fortaleza pour aller à l'école Júlia Jorge à Parquelândia. Il apprend la guitare avec ses frères et rencontre son futur partenaire musical Tarcísio Matos.
Comme il aimait le dessin, il opte pour l'architecture. Après avoir obtenu son diplôme de technicien en bâtiment à l'École technique fédérale du Ceará en 1978, Falcão commence à travailler comme dessinateur tout en essayant de se présenter aux examens d'entrée à l'Université fédérale du Ceará, où il entre dans le cours d'architecture après cinq tentatives en 1982,. Parallèlement, il s'investit dans sa carrière artistique. En 1980, avec Flávio Paiva, Matos, Eugênia Nogueira et d'autres étudiants en communication sociale, il fonde la publication Um Jornal Sem Regras, dont les membres forment également un groupe musical, Bufo-Bufo. Les compositions sont irrévérencieuses mais politiquement conscientes, puisque Matos et Paiva voulaient faire quelque chose de plus sérieux, penchant vers la MPB, mais Falcão change les paroles pour les rendre plus comiques. Il est diplômé en architecture en 1988 et ouvre un bureau avec des collègues où il travaille pendant trois ans, jusqu'à ce qu'il décide de se concentrer sur la musique,.

### Débuts

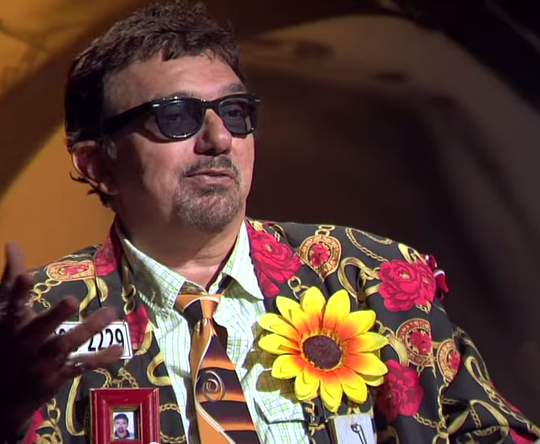
Falcão en mars 2015.

En octobre 1988, ils font leur première incursion dans la musique : Matos travaille à la Banco do Brasil et participe avec Falcão au Festival da Canção Bancária, qui se tient au BNB Clube. Contrairement aux chansons sérieuses du festival, ils interprètent le boléro Canto Bregoriano II, avec des paroles sur l'église et l'accompagnement d'une chorale, et Falcão porte la tenue colorée qui est devenue sa marque de fabrique. Le public applaudit, mais la performance reçoit un zéro de la part de tous les juges. À Noël de la même année, il donne son premier spectacle en solo au bar Pirata de Fortaleza,, puis se produit les week-ends et est même qualifié d'humoriste, car à l'époque, il y avait beaucoup d'humoristes originaires du Ceará, comme Tom Cavalcante. Après avoir reçu de nombreuses demandes pour enregistrer un disque, il réalise l'album Bonito, lindo e joiado, qui est publié de manière indépendante en 1990.
L'album comprend Canto Bregoriano, qui était déjà un succès régional, et I'm Not Dog No, une traduction en anglais de la chanson Eu Não Sou Cachorro, Não de Waldick Soriano, pour que les stations de radio brésiliennes prêtent attention à notre musique », puisque l'essor de la radio FM signifiait que la plupart des stations ne diffusaient que de la musique étrangère. Beto Barbosa prend Bonito, lindo e Joiado chez Continental, qui réédite l'album en 1991. Au même moment, la couverture par Aqui Agora d'une inauguration à Juazeiro do Norte à laquelle Falcão participe — le nouveau gouverneur Ciro Gomes étant un fan — conduit la chaîne de télévision de São Paulo à inviter le chanteur pour des interviews.
Grâce à l'influence de Raimundo Fagner, qui avait obtenu la cassette d'un concert de Falcão, il attire l'attention du label BMG. Alors que I am Not Dog No devenait son premier succès national, il enregistre l'album O dinheiro não é tudo, mas é 100% pour BMG en 1994. Reprenant la même formule, l'album contient la chanson Black People Car, qui traduit les paroles d'un autre succès de la brega, « Fuscão Preto », d'Almir Rogério. Son album suivant, A Besteira é a Base da Sabedoria (1995), devient l'album le plus vendu de la carrière de Falcão avec 240 000 exemplaires, grâce au tube Hollyday Foi Muito. Il reste chez BMG jusqu'en 1998, enregistrant deux autres albums pour le label. Il réalise également une émission, Falcão na Contramão, diffusée sur Rede Bandeirantes en 1998.

### Autres albums
Son album suivant, publié par Abril Music, est 500 anos de chifre (1999), avec des chansons sur les cornes. En 2000, il publie l'album Do potico à bomba atômica sur SomZoom, un label du Ceará spécialisé dans le forró. En 2001, il publie un livre de phrases accrocheuses intitulé Leruiate - Dog's Au-Au It's Not Nhac-Nhac (« Leruiate » est un argot du nord-est pour parler, et le sous-titre est une traduction maladroite de « chien qui aboie ne mord pas »), après qu'un éditeur du Ceará, qui pensait qu'il avait « un certain style littéraire », lui ait demandé un livre « montrant sa philosophie », avec des phrases enregistrées dans des interviews, des conversations et les livrets des albums eux-mêmes. En 2006, son album What The Fuck is This ? sorti sur le label NC Music, marque la première fois que le groupe de Falcão, appelé Diarreia, l'accompagne sur les enregistrements.
Le 1er octobre 2009, Falcão se produit avec le groupe Massacration au VMB, où ils interprètent la chanson The Mummy, le premier single du nouvel album de Massacration, Good Blood Headbangers, sorti en décembre 2009 chez EMI. Le clip de la chanson est également enregistré et diffusé dans l'émission Hermes e Renato sur MTV Brésil, et est largement diffusé sur YouTube. Le 12 décembre 2011, le film Um Assalto De Fé, une comédie dans laquelle il joue le rôle d'un pasteur, sort au cinéma. Dans le film, un groupe d'amis tente de voler les donneurs de dîme et d'offrandes d'une église de leur quartier.

## Style musical
Falcão explique qu'il avait quelques idoles comme les Brésiliens Raul Seixas, Zé Ramalho et Belchior, et les Américains Bob Dylan et Frank Zappa, avec « une musique plus lyrique que musicale », surtout en raison de son manque de connaissances musicales - Falcão explique en ses termes : « je ne sais jouer de la guitare qu'en écoutant ». Lorsqu'il se rend compte qu'il n'avait ni la voix ni le talent pour suivre ses idoles en profondeur, il décide qu'il ne se démarquerait qu'en utilisant sa personnalité irrévérencieuse. C'est ainsi qu'il fait quelque chose d'un peu brega, « parce que la brega est cette histoire du peuple brésilien, de nos racines très populaires ». Le chanteur déclare : « Bien que je ne sois pas très romantique, j'ai toujours aimé les bregas. Je me suis approprié cette musique parce que je me suis rendu compte que c'était une musique facile et que, comme je n'étais pas musicien, je ne pouvais pas faire quelque chose de trop élaboré ».
Ses vêtements sont toujours colorés, avec des vestes à carreaux et des chemises à imprimés floraux, ainsi que sa marque de fabrique, un tournesol épinglé à sa veste - il s'agissait auparavant d'une simple fleur, mais après qu'un fan jette un tournesol sur scène, Falcão décide de l'épingler à sa veste. Auparavant, Falcão portait des vêtements plus sobres achetés dans des friperies, mais il décide finalement de créer des tenues plus exagérées avec l'aide de sa mère et de sa femme. 

## Discographie

### Albums studio
- 1992 : Bonito, Lindo e Joiado
- 1994 : O Dinheiro não É Tudo, mas É 100%
- 1995 : A Besteira É a Base da Sabedoria
- 1996 : A Um Passo da MPB
- 1997 : Quanto Pior, Melhor
- 1999 : 500 Anos de Chifre
- 2000 : Do Penico à Bomba Atômica
- 2006 : What Porra is This?
- 2014 : Sucessão de Sucessos Que Se Sucedem Sucessivamente Sem Cessar
- 2016 : Do Pinico à Bomba Atômica

### Compilations
- 1997 : O Melhor de Falcão
- 2005 : Maxximum: Falcão

### Singles
- 2017 : Ô Povo Fêi!
- 2020 : A Humanidade dos Animais
- 2020 : Honrando a Caneta
- 2020 : Aí Dentro, Corona!
- 2020 : Você Está Certo, Quem Tá Errado É o Papa
- 2020 : Vai dar Certo